# Коваш, Бруно
Бруно Коваш (порт. Bruno Covas; 7 апреля 1980, Сантус, Сан-Паулу — 16 мая 2021, Сан-Паулу, Сан-Паулу) — бразильский государственный и политический деятель. Был членом Бразильской социал-демократической партии и занимал должность мэра Сан-Паулу с 2018 года до 2021 года.

## Биография
Являлся внуком бывшего губернатора штата Сан-Паулу Марио Коваша. Бруно Коваш занимал должность национального председателя молодёжной организации Бразильской социал-демократической партии и государственного секретаря Сан-Паулу по окружающей среде. В октябре 2016 года был избран вице-мэром Сан-Паулу в качестве напарника кандидата в мэры от Бразильской социал-демократической партии Жуана Дории. В начале апреля 2018 года вступил в должность мэра после того, как Жуан Дория подал в отставку, чтобы баллотироваться на должность губернатора штата на всеобщих выборах 2018 года.
В октябре 2019 года у него был диагностирован рак желудочно-кишечного тракта в форме аденокарциномы, но продолжал работать мэром, получая химиотерапию. В ноябре 2020 года его состояние стабилизировалось и он был избран мэром, победив кандидата от Партии социализма и свободы Гильерме Булоса. В мае 2021 года был госпитализирован в Сирийско-ливанский госпиталь после того, как рак распространился на печень и кости, и он ушел в отпуск на 30 дней. Умер 16 мая 2021 года, став первым мэром Сан-Паулу, умершим при исполнении служебных обязанностей.